# Neonauclea tsaiana
Neonauclea tsaiana är en måreväxtart som beskrevs av S.Q.Zou. Neonauclea tsaiana ingår i släktet Neonauclea och familjen måreväxter. Inga underarter finns listade i Catalogue of Life.